# Karl Schloz
Karl Schloz (* 15. März 1971 in St. Louis, Missouri) ist ein US-amerikanischer, in Deutschland lebender Studio- und Jazzgitarrist.

## Leben und Wirken
Karl Schloz wuchs in einem Vorort von St. Louis auf; musikalisch geprägt wurde er als Kind zunächst von den Country-Platten seiner Eltern. Mit elf Jahren lernte er das Gitarrenspiel; mit vierzehn begann er sich unter dem Eindruck von Miles Davis’ Album Four and More für Jazz zu begeistern. Er hatte mit 16 Jahren Unterricht an der Southern Illinois University bei dem Jazz-Gitarristen Jack Haydon. Nach dem Highschool-Abschluss studierte er an der SIUE und spielte in dieser Zeit auf Hochzeiten, Cocktailparties und Bar Mitzwas; außerdem in den Begleitbands von The Drifters, The Temptations und The Shangri-Las. Anfang der 1990er Jahre wurde Bucky Pizzarelli sein Mentor, der ihn ermutigte, 1994 nach New York zu ziehen, wo er in Jazzclubs auftrat und u. a. mit Joe Magnarelli, Glen Drewes, Warren Vaché, Harry Allen, Rosemary Clooney und John Colianni spielte. 
Nach seinem Umzug nach Berlin arbeitete Schloz mit Till Brönner (Chattin with Chet, 2000) und wirkte bei Produktionen von Heike Makatsch (Sings Hildegard Knef), Barbara Schöneberger (Jetzt singt sie auch noch, 2007), Manfred Krug, den No Angels, Mark Murphy (Love is What Stays, 2007), John Colianni, Pe Werner, Frank Chastenier und Bill Ramsey. 2001 legte er sein Debütalbum A Smooth One vor. Schloz spielte auch mit anderen Gitarristen, wie Manfred Dierkes, und arbeitet gegenwärtig im Quartett mit Peter Weniger, Stefan Weeke und Ernst Bier.

## Diskographische Hinweise
- A Smooth One (Nagel-Heyer Records, 2001), mit Steve LaSpina, Tony Monte, Harry Allen
- Ernst Bier, Matthias Bätzel and Karl Schloz with Sonny Fortune: Live at the A-Trane (Konnex Records, 2007)[2]
- Jokerman (2008)

## Lexikalische Einträge
- Jürgen Wölfer: Jazz in Deutschland. Das Lexikon. Alle Musiker und Plattenfirmen von 1920 bis heute. Hannibal, Höfen 2008, ISBN 978-3-85445-274-4.